# Nuoto ai XVII Giochi del Mediterraneo - 200 metri farfalla femminili
Le gare di nuoto nella categoria 200 metri farfalla femminili si sono tenute il 25 giugno 2013 al Yeni Olimpik Yüzme Havuzu di Mersin.

## Calendario
Fuso orario EET (UTC+3).
| Data      | Ora   | Turno    |
| --------- | ----- | -------- |
| 25 giugno | 9:46  | Batterie |
| 25 giugno | 18:22 | Finale   |

## Risultati
Le 9 atlete vengono inquadrate in due batterie rispettivamente da 4 e 5 nuotatrici ciascuna. Si qualificano alla finale i primi otto tempi.

### Batterie
| Pos. | Nome                | Nazione  | Tempo   | Batt. | Corsia | Note |
| ---- | ------------------- | -------- | ------- | ----- | ------ | ---- |
| 1    | Anja Klinar         | Slovenia | 2'13"70 | 2     | 4      | Q    |
| 2    | Carla Campo Casajus | Spagna   | 2'15"39 | 2     | 5      | Q    |
| 3    | Stefania Pirozzi    | Italia   | 2'15"47 | 1     | 4      | Q    |
| 4    | Emanuela Albenzi    | Italia   | 2'15"99 | 1     | 5      | Q    |
| 5    | Melisa Akarsu       | Turchia  | 2'17"45 | 1     | 3      | Q    |
| 6    | Afroditi Giareni    | Grecia   | 2'20"66 | 1     | 6      | Q    |
| 7    | Katya Bachrouche    | Libano   | 2'20"98 | 2     | 6      | Q    |
| 8    | Morgane Rothon      | Francia  | 2'23"01 | 2     | 2      | Q    |
| 9    | İris Rosenberger    | Turchia  | -       | 2     | 4      | DNS  |

### Finale
| Pos. | Atleta              | Nazionalità | Tempo   | Corsia |
| ---- | ------------------- | ----------- | ------- | ------ |
|      | Stefania Pirozzi    | Italia      | 2'09"83 | 3      |
|      | Anja Klinar         | Grecia      | 2'10"76 | 4      |
|      | Emanuela Albenzi    | Italia      | 2'13"19 | 6      |
| 4    | Carla Campo Casajus | Spagna      | 2'14"11 | 5      |
| 5    | Melisa Akarsu       | Slovenia    | 2'16"76 | 2      |
| 6    | Katya Bachrouche    | Libano      | 2'21"11 | 1      |
| 7    | Morgane Rothon      | Grecia      | 2'21"21 | 8      |
| 8    | Afroditi Giareni    | Egitto      | 2'21"86 | 7      |